# L'Inconnu du Nord-Express (roman)
L'Inconnu du Nord-Express (Strangers on a Train) est le premier roman policier de Patricia Highsmith. Publié en 1950, il a rencontré un succès public et critique immédiat et a été adapté plusieurs fois au cinéma.

## Résumé
Guy Haines veut divorcer de son épouse infidèle, Miriam Joyce Haines, pour épouser la femme qu'il aime (Anne). Dans un train, il rencontre Charles Anthony Bruno, un playboy psychopathe qui lui propose d’« échanger les meurtres » : Bruno tuera l'épouse de Haines et celui-ci tuera le père de Bruno.
Haines ne prend pas Bruno au sérieux. Néanmoins celui-ci tue peu après son épouse. Haines hésite à dénoncer le meurtrier à la police, se rend compte des risques que cela implique pour lui et se sent de plus en plus coupable. Bruno, de son côté, ne cesse de rappeler à Haines qu'il doit accomplir sa part du marché. La pression devient intenable et Haines tue le père de Bruno.
Le sentiment de culpabilité de Haines ne cesse d'empirer, tandis que Bruno s'impose de plus en plus dans sa vie privée. Entretemps, un détective fait le lien entre les deux hommes et commence à soupçonner la vérité.
Bruno se noie lors d'un tour en bateau, malgré les tentatives désespérées de Haines pour le sauver. Obsédé par le crime qu'il a commis, Haines se confie à l'ex-amant de son épouse assassinée. Celui-ci pardonne à Haines. Le détective, cependant, entend la confession de Haines, qui finit par accepter d'être interpellé et placé en détention.

## Prix et distinctions
L'Inconnu du Nord-Express décroche à sa parution une nomination pour le meilleur premier roman 1951 aux Prix Edgar-Allan-Poe de l'association des Mystery Writers of America.
L'Inconnu du Nord-Express occupe la 38e place au classement des cent meilleurs romans policiers de tous les temps établi par la Crime Writers' Association en 1990.

## Adaptations
Ce thriller psychologique a été adapté à plusieurs reprises au cinéma. L'adaptation la plus célèbre est celle d'Alfred Hitchcock, qui s'est inspiré de l'idée de départ de la romancière et de quelques éléments du roman original.
Une autre adaptation de 1969, réalisée par Robert Sparr avec  Paul Burke (acteur)  a pour titre Histoire d'un meurtre (Once You Kiss a Stranger...) et rend le récit original méconnaissable.
En 1996, un téléfilm réalisé par Tommy Lee Wallace sous le titre Alliance interdite (Once You Meet a Stranger), avec Jacqueline Bisset, remplace les deux protagonistes masculins par deux femmes.
Le roman a aussi été adapté en 2007 en Inde avec Strangers d'Aanand L. Rai.